# Orthonyx novaeguineae
Orthonyx novaeguineae là một loài chim trong họ Orthonychidae.